# Сан Карло (Казерта)
Сан Карло је насеље у Италији у округу Казерта, региону Кампанија.
Према процени из 2011. у насељу је живело 661 становника. Насеље се налази на надморској висини од 387 м.